# Luciini
Tribu
Les Luciini sont une tribu de lépidoptères (papillons) de la famille des Lycaenidae et de la sous-famille des Theclinae.

## Liste des genres
Section Hypochrysops
- Hypochrysops
- Philiris

Section Lucia
- Acrodipsas
- Lucia
- Parachrysops
- Paralucia
- Pseudodipsas